# 特殊列車
特殊列車（とくしゅれっしゃ）とは、通常の旅客や貨物の輸送とは異なる、特殊な使命を持った列車である。その多くは臨時列車であるが、排雪列車の一部などはあらかじめダイヤに組み込まれているものもある。目的に応じて専用の事業用車を使用して運転されることも多い。

## 特殊列車の種類

### お召列車
天皇、皇后、皇太后が使うために特別に運行される列車。

### 団体列車

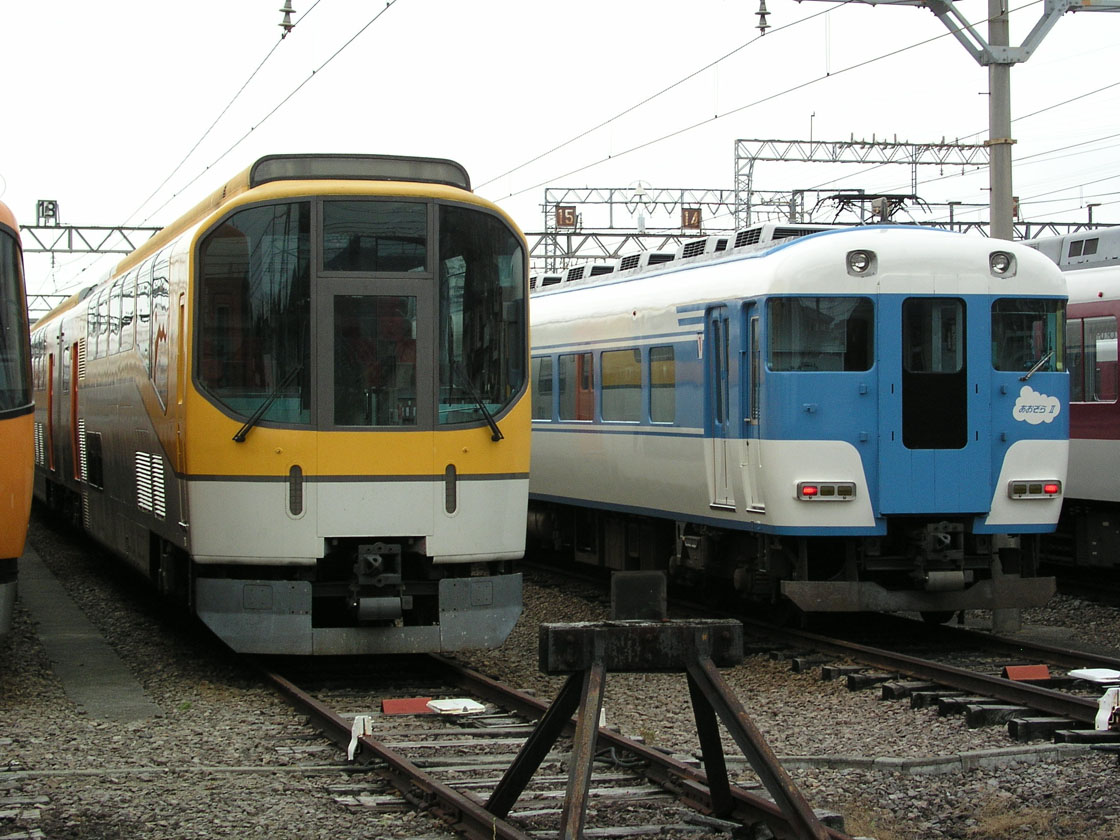
団体専用車両 として製造された（20000系「楽」および15200系（新あおぞらII））

特定集団（団体）が旅行する際に、一般客の乗る普通の旅客列車と別に設定されて貸しきる列車。

### 試運転列車

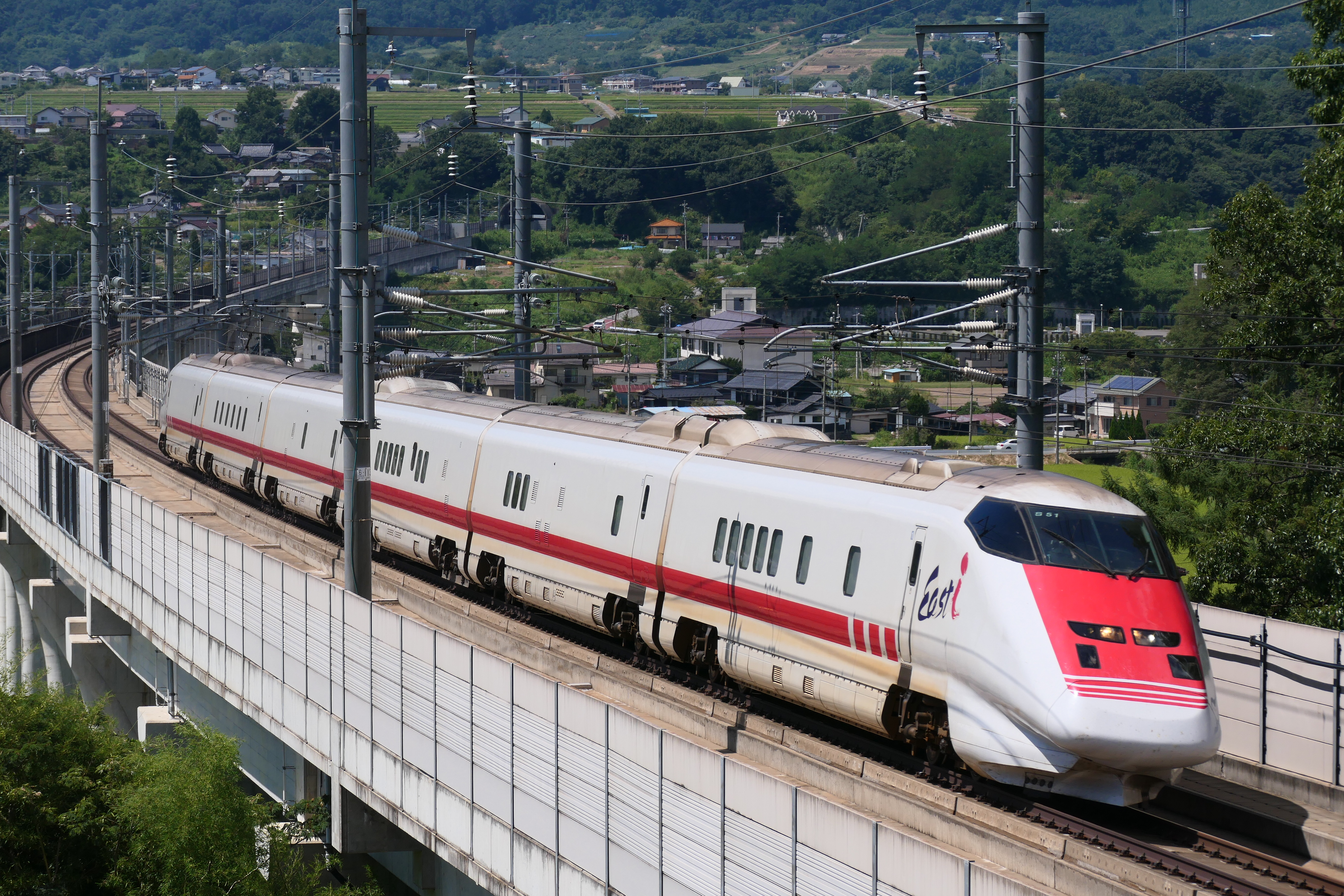
線路設備の維持管理のために試運転扱いで検測走行をするE926形新幹線電車

試運転列車（しうんてんれっしゃ）とは、その名のとおり、車両の試運転のために運転される列車である。
主として以下のような目的で運転される。
- 新製車の性能試験
- 工場の検査出場に伴う検査完了の確認
- 試作車両や新形車両の試験走行や新形装置の試験
- 乗務員訓練(回送列車扱いとする場合もある)
- 線路の検測
線路の維持管理のために、軌道や架線、信号などの設備を走行しながら検測する列車である。観測・測定用の各種機器を備えた検測車が使用される。
新線開業の際などに、軌道上に列車が通行することができるだけの空間があるかどうかを測定するため運転される、建築限界測定車を使用した列車もこの一種である。かつての建築限界測定車は障害物の有無を確認するために金属の棒が枝のように放射状に広がっており、その状態が花魁が髪に簪を挿した姿に類似することから、通称「おいらん車」とも呼ばれた。
- その他（適切な分類が存在せず、便宜上試運転扱いとなるもの）
  - 工場入出場の回送（JR北海道）
  - 撮影用（主として映画撮影用。JR東日本）

### 回送列車
回送列車は厳密には特殊列車ではないが、非営業列車の一種である関係上、特殊列車と位置付けられる場合もあるため、便宜上記載する。

### 排雪列車

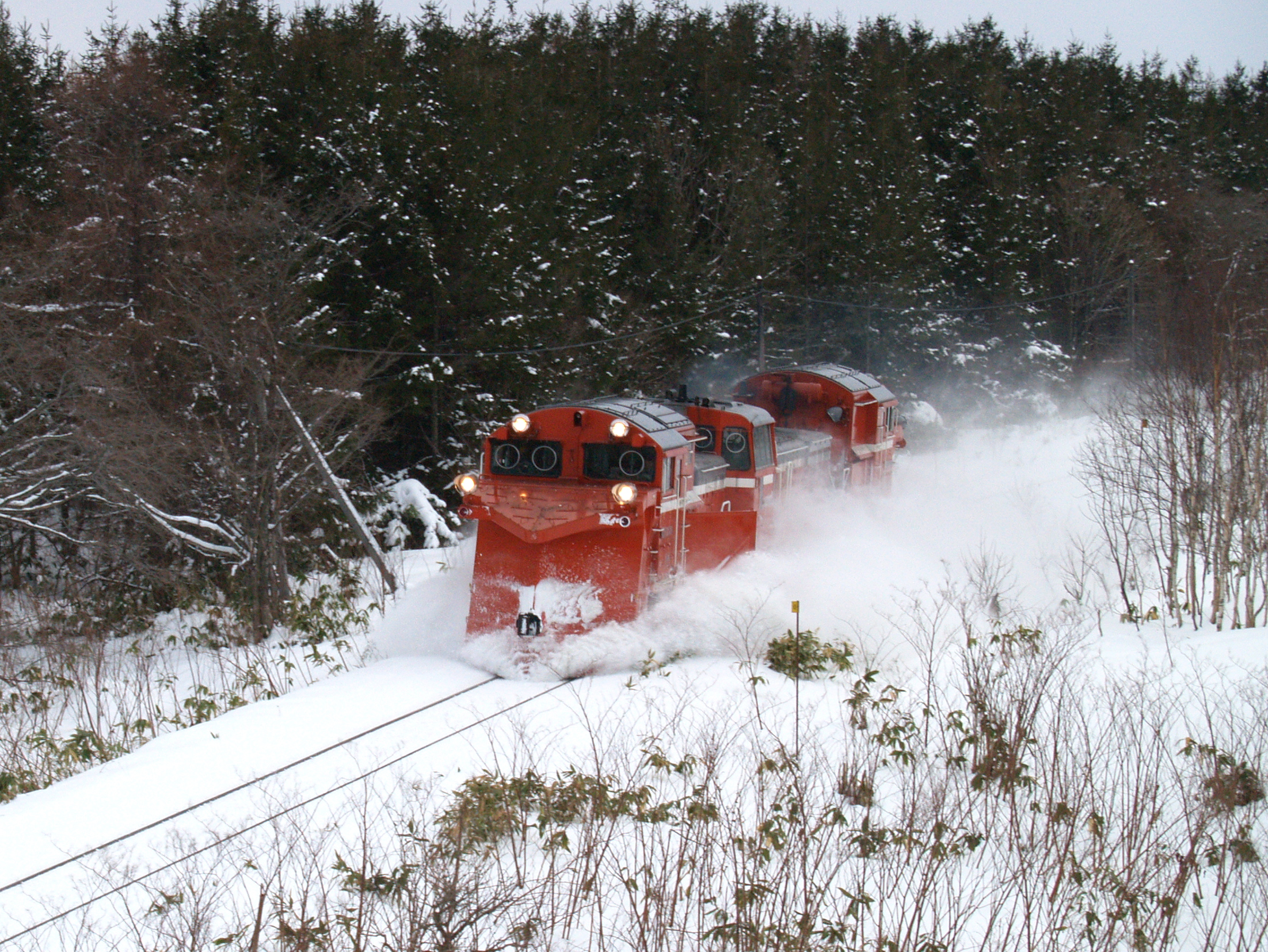
宗谷本線で排雪列車の運用に就くDE15形ディーゼル機関車

排雪列車（はいせつれっしゃ）とは、線路に積雪したときに除雪のために運転される列車である。蒸気機関車全盛時代は貨車の一種である雪かき車を機関車の前に連結して運転された。また、後述のロータリー車による除雪の際は雪壁を崩しながら投雪する車両がなく、機関車-マックレー車-ロータリー車-機関車という編成を組んだ列車で除雪作業が行われ、この編成は通称キマロキ編成と呼ばれた。ディーゼル機関車の発展に伴い、ラッセルヘッドやロータリーヘッドを備えた機関車が登場し、21世紀初頭の現在ではこれらが主力となっている。
通常はラッセル車を用いて運転されるが、大量の積雪があってラッセル車では対応できない場合や、ラッセル車による除雪を繰り返して雪の壁ができてしまった場合には、ロータリー車の出番となる。ロータリー車による排雪列車を特殊排雪列車（略して特雪-トクユキ）と呼ぶ。
一方、除雪作業には保線機械の一種である排雪モーターカーが使用されることもあるが、車籍を持たないため列車として運転することはできず、線路閉鎖の措置を取る必要がある。反面、閉鎖された線路内を自由に動けるため、ダイヤにとらわれず積雪状況に応じた除雪作業が可能である。なお、北海道旅客鉄道（JR北海道）には、排雪モーターカーにATSなどの保安装置を取り付けて機関車としたDBR600形が在籍していた。同車は車籍を有するため、線路閉鎖することなく列車として運転されていた。

### 救援列車

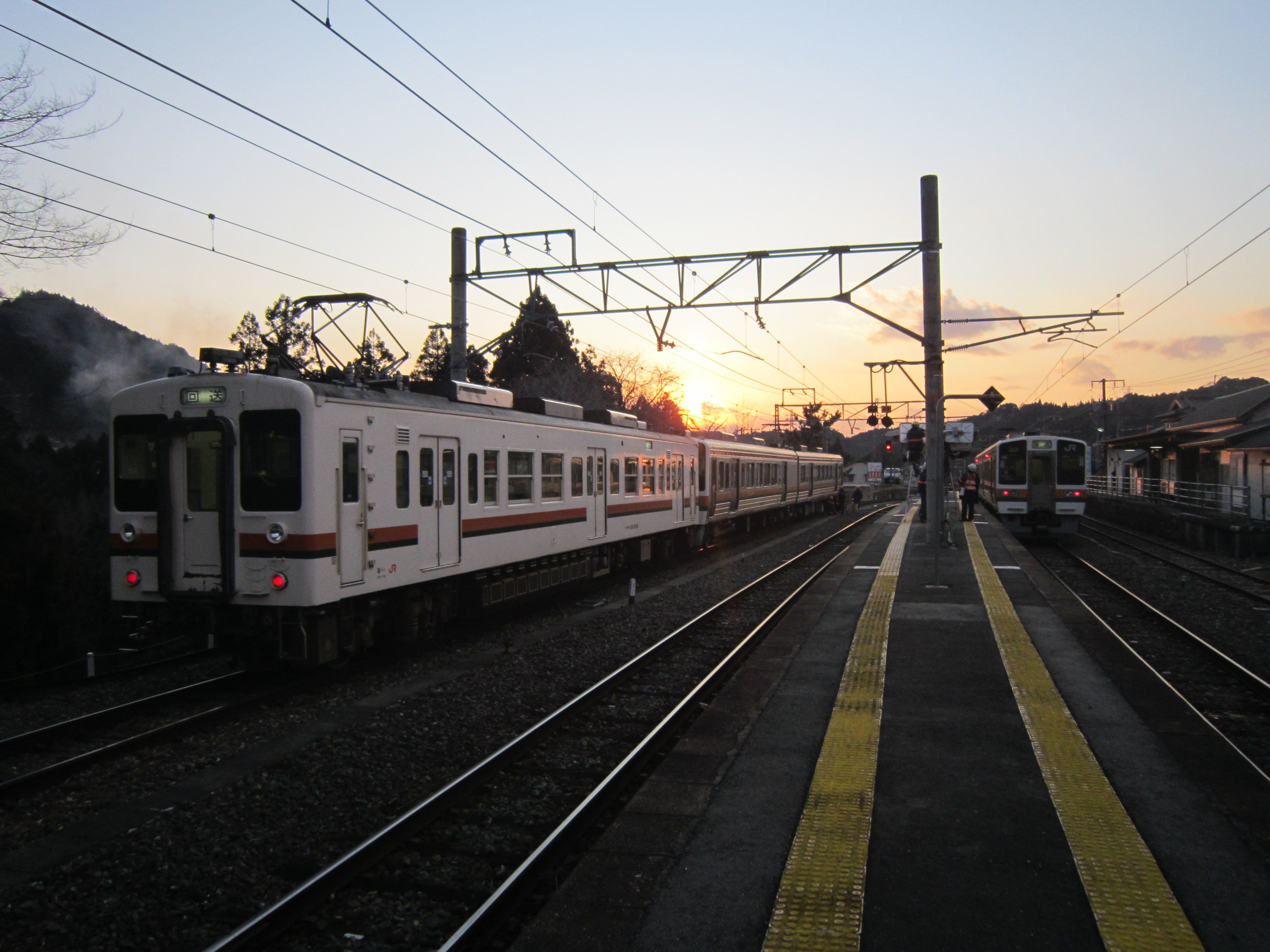
救援列車の一例。故障した213系と救援した119系が連結されているのが判る。

救援列車（きゅうえんれっしゃ）とは、事故の際の救援および復旧作業のために運転される列車である。救援用の資材を積載した救援車が使用される。また、車両故障などのために自走できなくなった列車を牽引するために機関車が単独で現場に向かう場合や、取り残された乗客を輸送するために代わりの車両を送り込む場合も救援列車として扱われる。

### 工事列車
工事列車（こうじれっしゃ）とは、線路の工事のために運転される列車である。営業運転ではない事業用の列車であり、以前は定期列車に位置づけられるものもあったが、近年は臨時列車として運行されるため、略して工臨（こうりん）とも呼ばれる。通常は、線路の保守を担当する事業者（JRであれば各旅客鉄道会社）が運行するものを指し、工事現場までレールや資材を運搬する列車や、バラストを散布するための列車などがある。
工事用資材輸送の列車と言ってもその解釈は広く、直接工事現場へ輸送するものではないバラスト輸送や、工事列車用貨車を検査のために回送する列車も工事列車として取り扱われることがある。橋梁の架け替えのためのクレーン車（鉄道では操重車と呼ぶ）を現場まで牽引する列車などもその一種である。
東海旅客鉄道（JR東海）では機関車や貨車の老朽化に伴い、新型レール輸送気動車キヤ97系が導入された。この車両は、JR貨物の名古屋港駅に隣接する名古屋資材倉庫でレールを積載し、日本貨物鉄道（JR貨物）名古屋港線をDE10に牽引されて名古屋まで走行した後、以降自社線内は自力で各地へレールを輸送する。

### 配給列車

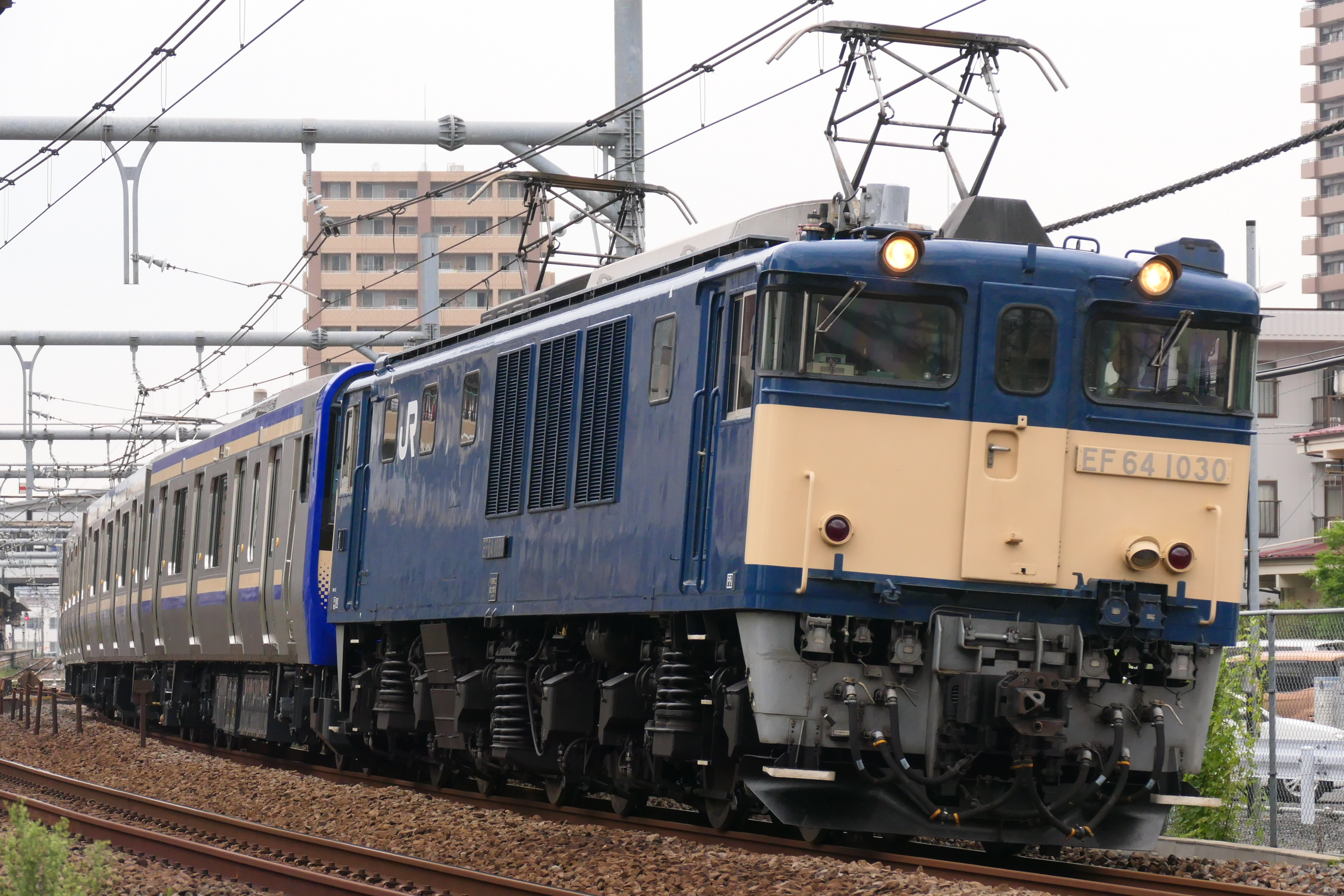
EF64牽引の配給列車
（2020年9月17日 宮原駅 - 大宮駅）間

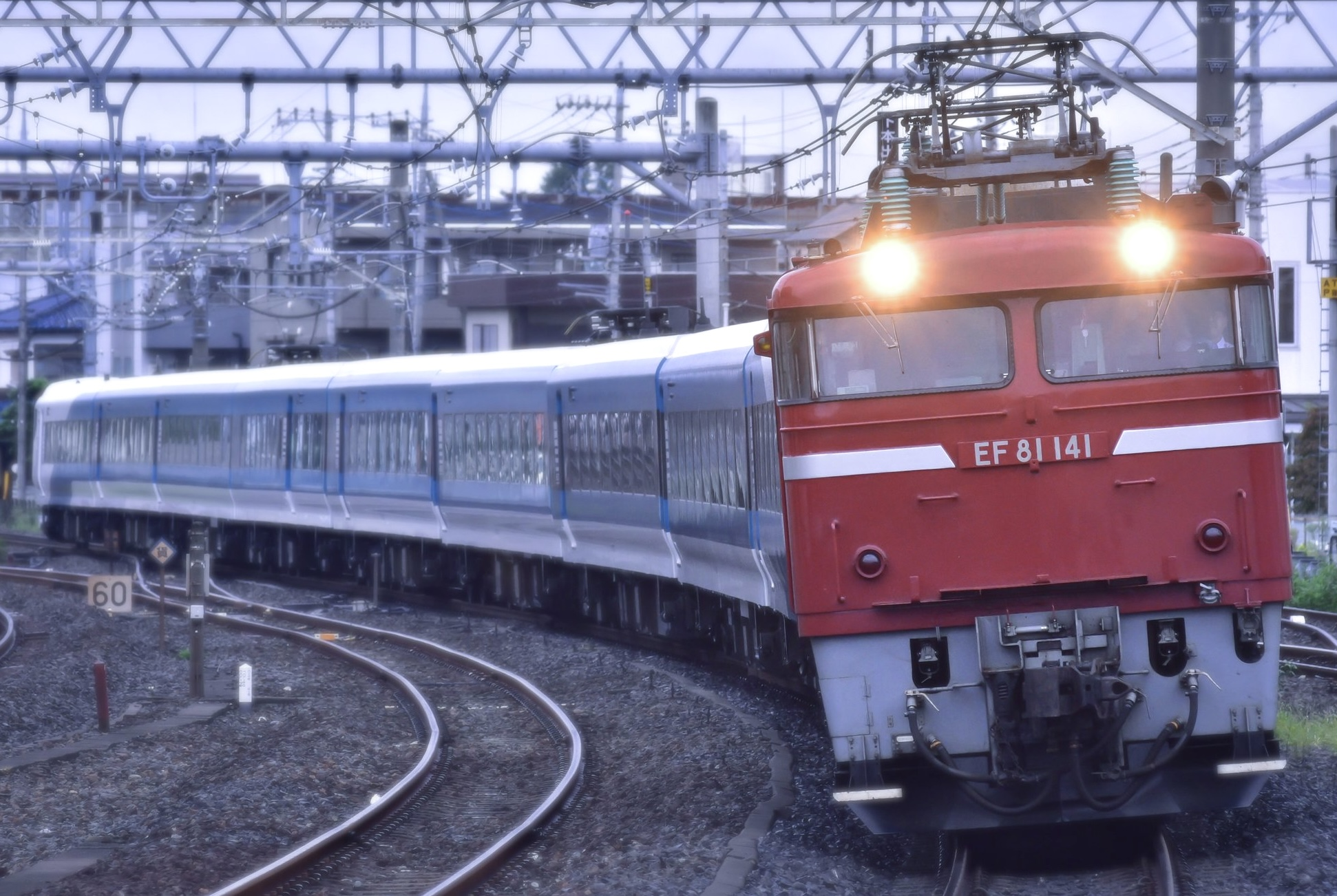
EF81牽引の配給列車
（2020年9月23日 宮原駅）

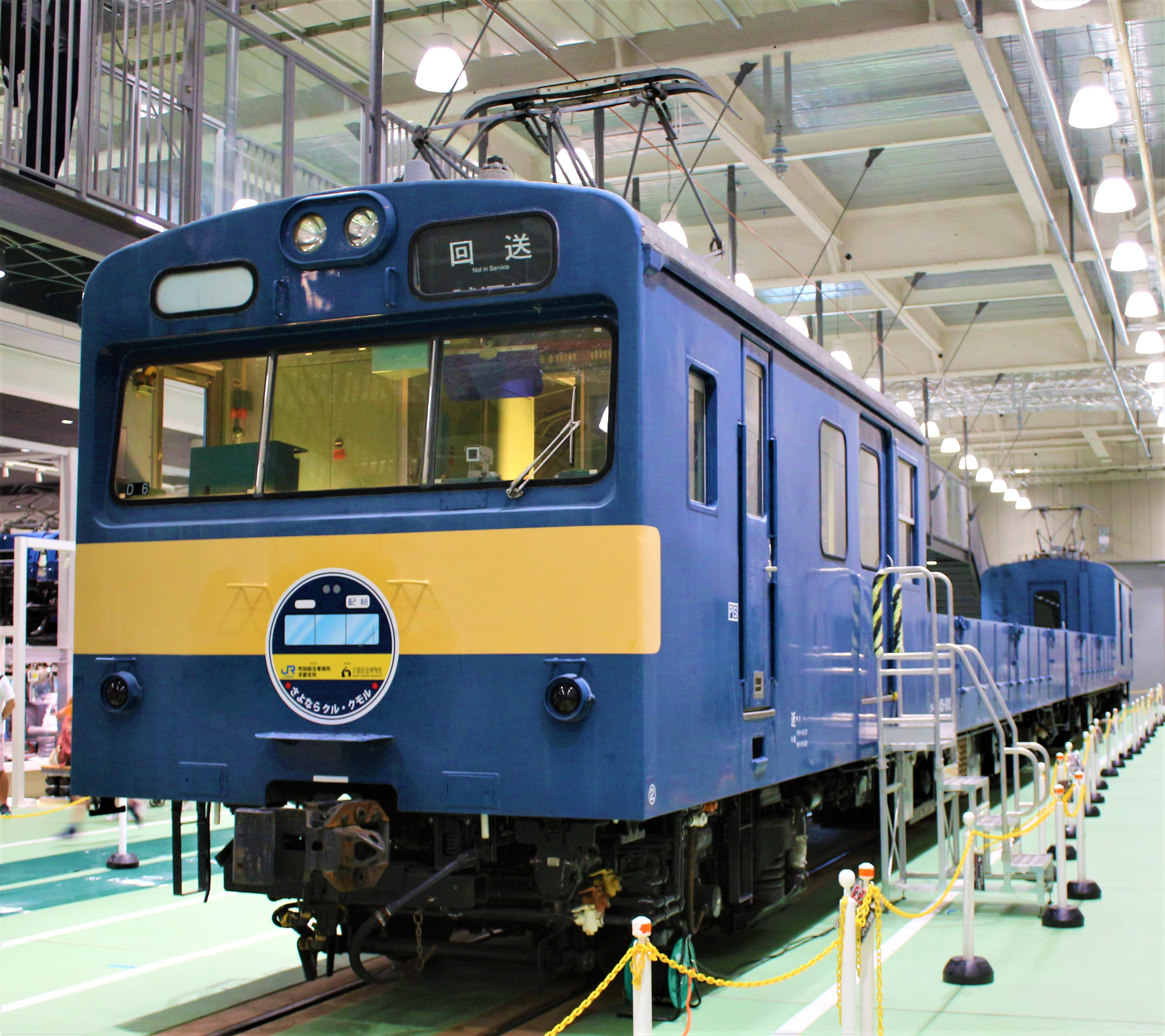
配給列車用に製造されたクモル145形電車

配給列車（はいきゅうれっしゃ）とは、鉄道会社内の社用品を運搬するための列車を指す。基本的に列車番号の頭に「配」の文字が付く。営業は行わないので事業用列車に分類される。社用品の解釈は広く、小さいものでは乗車券類や文書類から、大きいものでは電車や機関車など車両そのものの場合もある。車両は主に保安装置等の都合で自走できない場合に行われ、改造時の入出場や転属などがあるほか、総合車両製作所新津事業所からのJR東日本向け新製車も配給輸送が行われる。
最も一般的であったのは自社工場から車両基地へ部品などを運ぶ列車で、その車両は配給車と呼ばれた。21世紀初頭の現在、それらはトラック輸送や営業列車への積込輸送に移行され、本来の運用の場はない。
社用品が対象であり、また社内での運行が原則であるため、自社向け車両でも受け渡し前であったり、他社線を経由するような場合は一般的にJR貨物に委託される。この場合は同社により甲種鉄道車両輸送と呼ばれる貨物列車の一種として運行される。なお甲種輸送列車の場合は、団体・臨時列車にも見られるような、頭に「甲」と付く輸送番号が与えられるが、列車番号は通常の臨時貨物列車と同様のものが与えられる。
配給列車の特殊な例では、小田急電鉄の4000形電車がJR東日本大宮総合車両センターで改造を行うため、松戸車両センターから電気機関車牽引による配給列車扱いの形で回送された例がある    。
また、JR貨物では配給列車と称した貨車の試運転列車が存在する。これは、交番検査明けの貨車などが連結され、基本的に貨物駅と貨物駅の間を1往復する。首都圏ではJR貨物川崎車両所（神奈川臨海鉄道塩浜派出委託）で交番検査が実施された貨車の試運転列車として東京貨物ターミナル駅と熊谷貨物ターミナル駅を東海道貨物支線 - 南武支線 - 武蔵野線 - 高崎線経由で往復運転する配8795列車と配8794列車などがそれにあたる。